# Argo Racing Cars
Argo Racing Cars – brytyjski konstruktor samochodów wyścigowych oraz zespół wyścigowy, założony w 1980 roku przez szwajcarskiego projektanta Jo Marquara oraz brytyjskiego mechanika Nicka Jordana. Przedsiębiorstwo konstruowało bolidy dla zespołów Formuły 3 (między innymi Europejskiej Formuły 3), Formuły Atlantic, Formuły Super Vee, World Sportscar Championship oraz IMSA GT Championship.
W historii startów zespół pojawiał się w stawce A1 Grand Prix (A1 Team India oraz A1 Team Lebanon), Formuły 3, Formuły Atlantic, Formuły Super Vee, World Sportscar Championship, IMSA GT Championship oraz RDC C2 Championship.